# Moria (videojuego)
Moria es un juego para computador de gráficos ASCII roguelike (de mazmorras) remotamente basado en El Señor de los Anillos, la novela de J. R. R. Tolkien. El popular videojuego Angband surgió a partir de un desarrollo posterior de éste, titulado UMoria. Moria y este directo descendiente suyo influyeron años después en los diseños preliminares del exitoso Diablo de Blizzard Entertainment.

## Sistema de juego

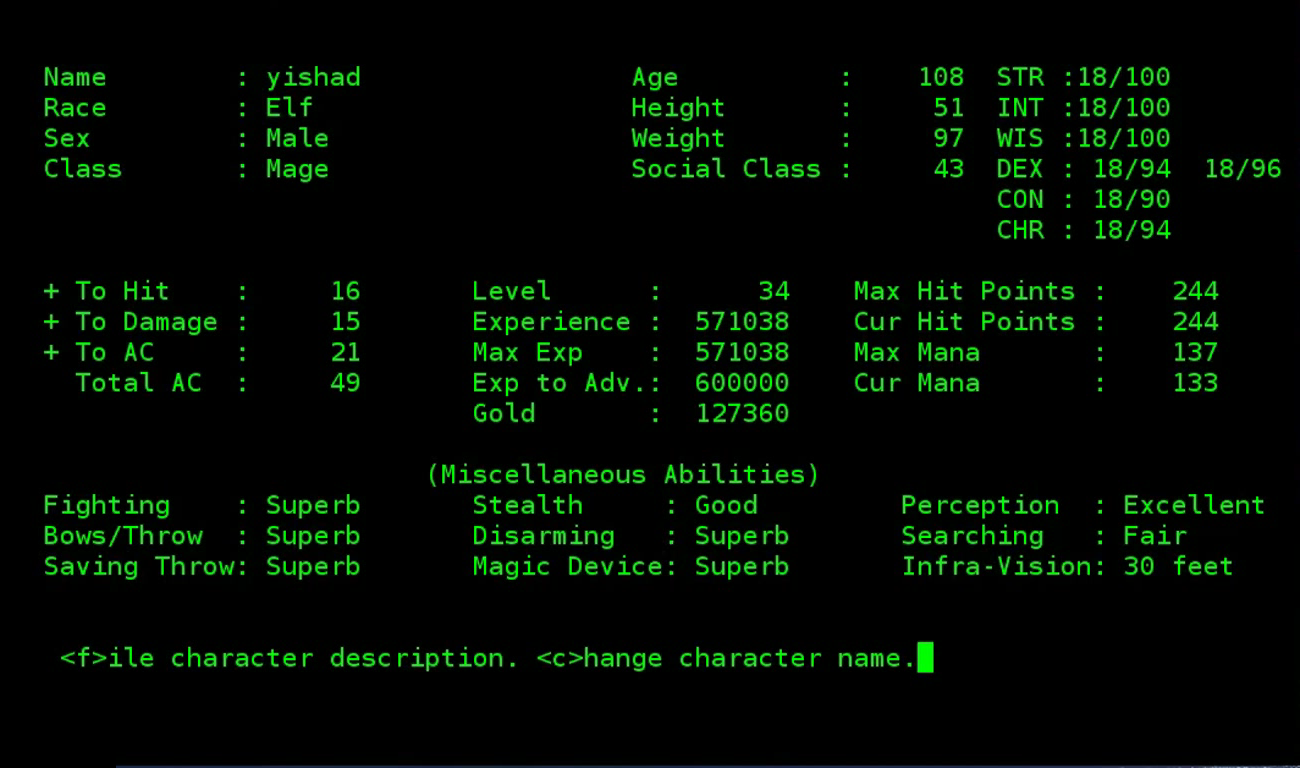
Personalización del protagonista dentro del juego

Cada partida de Moria empieza con la creación de un personaje. El jugador elige en primer lugar una raza de entre las siguientes: hombre, medio elfo, elfo, mediano, gnomo, enano, semiorco o medio troll. La elección de raza determina las características básicas del personajes y sus posibles profesiones. Entonces se elige la profesión del personaje de entre: guerrero, mago, monje, pícaro, montaraz o paladín. La profesión completa las características del personaje, y determina las habilidades que podrá adquirir durante el juego. Los magos, montaraces y pícaros pueden aprender magia; los monjes y paladines pueden aprender oraciones. Los guerreros no pueden aprender capacidades adicionales.
El personaje empieza la partida con un número limitado de objetos al nivel de una ciudad con seis tiendas. Una escalera desciende desde este nivel a una serie de mazmorras subterráneas aleatoriamente generadas. Los niveles más profundos contienen monstruos más poderosos y mejores tesoros. Cada vez que el personaje asciende o desciende una escalera se crea un nuevo nivel completo; y se descarta el anterior: sólo la ciudad persiste a lo largo del juego.
El objetivo del juego es matar a un balrog, presumiblemente al Daño de Durin, en las profundidades de las minas de Moria. Es una característica notable la imposibilidad de recargar una partida grabada previamente si el personaje muere, puesto que el juego sólo ofrece la posibilidad de grabar al abandonarlo.

## Historia del juego
La versión original del videojuego fue escrita en la Universidad de Oklahoma por Robert Alan Koeneke, tras «engancharse» al Rogue y no poder ejecutarlo en la microcomputadora VAX-11/780 a la que tenía acceso. Aunque Koeneke escribió una beta previa en VMS BASIC, la versión 1.0 fue escrita en VMS Pascal y completada en verano de 1983. Poco después, Koeneke solicitó la colaboración de Jimmey Wayne Todd para la generación de personajes, así como de Gary D. McAdoo, trabajo del que surgió la versión 2.0 del juego.
Desde 1985 el  código fuente fue ampliamente distribuido bajo una licencia que permitía compartirlo y modificarlo libremente, pero que excluía el uso comercial. Ésta ha sido conocida posteriormente como Licencia Moria/Angband. El último lanzamiento de Koeneke fue Moria 4.7 en 1986 o 1987, pues cuando trabajaba en la versión 5.0 dejó la Universidad de Oklahoma. El código de esta última versión se perdió, aunque otros autores han compilado versiones posteriores.

Moria en el árbol genealógico de los videojuegos roguelike.

Además, Moria inspiró varios juegos derivados. James E. Wilson creó UMoria, una versión modificada en C para UNIX y MS-DOS. En la Universidad de Washington se desarrolló otra versión modificada en Pascal llamada IMoria, que ha sido traducida a C por Steve Kertes. También pueden encontrarse versiones más o menos alteradas de Moria para los sistemas operativos modernos, como kMoria (un porte de UMoria para Palm OS) o Mines of Morgoth para Microsoft Windows. El encargado actual del código «oficial» de Moria es David Grabiner, de la Universidad de Princeton.